# RollerCoaster Tycoon 2
RollerCoaster Tycoon 2 ist ein Aufbauspiel mit Aspekten einer Wirtschaftssimulation. Wie auch sein Vorgänger RollerCoaster Tycoon ist das zentrale Thema der Aufbau und Betrieb eines Vergnügungsparks. RollerCoaster Tycoon 2 wurde wie der Vorgänger von Chris Sawyer entwickelt. Es erschien 2002 und wurde dieses Mal von Infogrames veröffentlicht.
Im Mai 2003 erschien die Erweiterung Wacky Worlds, welches neue Dekors aus dem Weltkulturerbe hinzufügt. Im November 2003 erschien mit Time Twister eine Erweiterung, die sich auf unterschiedliche Zeitperioden fokussiert. Im Oktober 2004 erschien das Triple Thrill Pack welches Basisspiel und Erweiterungen auf einem Datenträger zusammenfasste. In Europa erschien diese unter dem Namen RollerCoaster Tycoon 2: Deluxe Edition. Dieses erschien nochmals als Digitale Distribution bei GOG.com und Steam.
2017 erschien RollerCoaster Tycoon Classic, welches RollerCoaster Tycoon 2 inklusive des ersten Teils bündelte und sowohl auf PC als auch als mobile Game erneut veröffentlichte.

## Spielprinzip
Das Gameplay ist identisch zum Vorgänger RollerCoaster Tycoon. Der Spieler betrachtet einen Vergnügungspark aus der isometrische Perspektive und platziert Attraktionen. Diese wurden im Vergleich zum Vorgänger neu sortiert und teils überarbeitet. Neu sind etwa Geldautomaten mit der Parkbesucher die Geldbörse nachfüllen können.
Der Fokus liegt auf der Erstellung von Benutzerinhalten. So ist das Platzieren von Dekors und Streckenabschnitten erleichtert. Achterbahnkonstruktionen können außerhalb von Szenarien erstellt und mit anderen Spielern ausgetauscht und in RollerCoaster Tycoon 3 importiert werden. Erstmals wurde ein Szenarioeditor mitgeliefert.
Anders als im Vorgänger sind alle Szenarien direkt verfügbar und werden nach Schwierigkeitsgrad kategorisiert. Das Spiel beinhaltet lizenzierte Parks der Firma Six Flags. Im Spiel enthalten sind die Szenarien Six Flags Magic Mountain, Six Flags Great Adventure und Six Flags Over Texas. Enthalten sind auch Walibi Holland und Walibi Belgium, die zum damaligen Zeitpunkt zur Six-Flags-Gruppe gehörten.
Die Künstliche Intelligenz der Parkbesucher wurde verbessert, so dass komplexere Gehwege möglich sind.

## Entwicklung
Die Arbeiten an Teil 2 begannen im Sommer nach Abschluss der Arbeiten an den Erweiterungen für RollerCoaster Tycoon. Rollercoaster Tycoon 2 basiert dabei nahezu komplett auf dem Quelltext des originalen Rollercoaster Tycoon. Spielstände sind hingegen mit dem Vorgänger inkompatibel.

## Rezeption
Das Spiel polarisierte, da es zwar das fesselnde Gameplay des Vorgängers wiederholte, aber ohne Überarbeitung der Grafik-Engine lediglich neue Spielinhalte wie auch schon bei den Erweiterungen beinhaltete. Das Preis-Leistungs-Verhältnis stehe in keinem Verhältnis. Das Spiel böte praktisch keinerlei Neuheiten. Die deutsche Übersetzung sei teilweise völlig falsch. Der Szenarioeditor sei benutzerunfreundlich. RollerCoaster Tycoon 2 sei nur denjenigen Spielern zu empfehlen, die den ersten Teil noch nicht gespielt hätten. Dennoch sei das Mikromanagement eines Parks weiterhin fesselnd. In der Bedienung sei der Achterbahnbau jedoch eher fummelig. Insgesamt sei das Spiel sehr zugänglich und für Anfänger geeignet.

## Erweiterungen

### Wacky Worlds
Die Szenarios böten unterschiedlichste Umweltumgebungen und seien geographisch auf allen Kontinenten verteilt. Die Missionsziele dieser neuen Parks seien jedoch völlig unverändert. Das Add-On wurde für mangelnde Inhalte, die veraltete Darstellung und die nervige Soundkulisse kritisiert. Die neuen Attraktionen wären lediglich optisch veränderte Abwandlungen von Altbekanntem. Neu sei die große Auswahl an landestypischen Objekten: Buddha-Statuen in Asien, Freiheitsstatue und Riesen-Cowboys in den USA, Eiffelturm und Schiefer Turm in Europa.

## Open Source

Logo von OpenRCT2

Mit OpenRCT2 existiert ein Projekt, welches die Spiel-Engine von RollerCoaster Tycoon 2 als freie Software unter der GNU General Public License in C++ neu implementiert und weiter entwickelt. Dabei wurde das Originalspiel dekompiliert und der Quelltext anschließend überarbeitet. Es beinhaltet unter anderem eine Vorspulfunktion, Mehrspielermodus, OpenGL Hardware Rendering, Autospeichern und größere Bildschirmfotos. Anders als das Original läuft OpenRCT2 auch nativ auf Linux und MacOS. Die Originalspieldateien werden weiterhin benötigt.